# Bucky Larson: Born to Be a Star
Bucky Larson: Born to be a Star ist eine US-amerikanische Filmkomödie von Tom Brady aus dem Jahr 2011 mit Nick Swardson und Christina Ricci in den Hauptrollen.

## Handlung
Der Film handelt von dem jungen Bucky Larson, dessen Eltern Jeremiah und Debbie Larson einst Pornodarsteller waren. Bucky geht daraufhin nach Hollywood, um es ihnen gleichzutun.

## Hintergrund
An der Realisierung von Bucky Larson: Born to be a Star waren die Filmproduktionsgesellschaften Columbia Pictures, Happy Madison Productions und Miles Deep Productions beteiligt.
Der Kinostart in den USA erfolgte am 9. September 2011. In Deutschland lief der Film nicht in den Kinos, sondern erschien am 26. Januar 2012 direkt auf DVD.

## Rezeption
Der Film Bucky Larson: Born to be a Star wurde katastrophal bewertet und wird zu den schlechtesten Filmen aller Zeiten gezählt. Auf der Website Rotten Tomatoes erreichte der Film bei 0 Prozent der Rezensenten eine positive Bewertung, auf Metacritic einen Score von 9.
Das Lexikon des internationalen Films urteilte: „Geschmackloser Komödien-Versuch, dessen Gags unter die Gürtellinie zielen und an dem einzig die Mitwirkung einst hochkarätiger Darsteller verblüfft.“